# John Jay
John Jay (12 de Dezembro de 1745 – 17 de maio de 1829) foi um estadista americano, patriota, diplomata, fundador, abolicionista, negociador e signatário do Tratado de Paris de 1783. Ele serviu como o segundo governador de Nova York e o primeiro chefe de Justiça dos Estados Unidos. Ele dirigiu a política externa dos EUA durante grande parte da década de 1780 e foi um importante líder do Partido Federalista após a ratificação da Constituição dos Estados Unidos em 1788.

## Vida
Jay nasceu em uma família rica de comerciantes e funcionários do governo de Nova York de ascendência francesa huguenote e holandesa. Ele se tornou advogado e se juntou ao Comitê de Correspondência de Nova York, organizando a oposição americana às políticas britânicas, como os Atos Intoleráveis na preparação para a Revolução Americana. Jay foi eleito para o Primeiro Congresso Continental, onde assinou a Associação Continental, e para o Segundo Congresso Continental, onde atuou como presidente. De 1779 a 1782, Jay serviu como embaixador na Espanha; ele persuadiu a Espanha para fornecer ajuda financeira aos incipientes Estados Unidos. Ele também atuou como negociador do Tratado de Paris, no qual a Grã-Bretanha reconheceu a independência americana. Após o fim da guerra, Jay serviu como Secretário de Relações Exteriores, dirigindo a política externa dos Estados Unidos sob os Artigos do governo da Confederação. Ele também atuou como primeiro secretário de Estado interinamente.
Proponente de um governo forte e centralizado, Jay trabalhou para ratificar a Constituição dos Estados Unidos em Nova York em 1788. Ele foi co-autor de The Federalist Papers junto com Alexander Hamilton e James Madison, e escreveu cinco dos oitenta e cinco ensaios. Após o estabelecimento do novo governo federal, Jay foi nomeado pelo presidente George Washington o primeiro Chefe de Justiça dos Estados Unidos, servindo de 1789 a 1795. O Tribunal Jay experimentou uma carga de trabalho leve, decidindo apenas quatro casos em seis anos. Em 1794, enquanto servia como chefe de justiça, Jay negociou o altamente controverso Tratado de Jay com a Grã-Bretanha. Jay recebeu um punhado de votos eleitoras em três das quatro primeiras eleições presidenciais, mas nunca empreendeu uma candidatura séria à presidência.

Jay serviu como governador de Nova York de 1795 a 1801. Embora tenha aprovado com sucesso a legislação de emancipação gradual como governador do estado, ele continuou a escravizar cinco pessoas até 1800. Nos últimos dias da administração do presidente John Adams, Jay foi confirmado pelo Senado para mais um mandato como chefe de justiça, mas recusou o cargo e se retirou para sua fazenda no condado de Westchester, Nova York.